# (21564) Widmanstätten
(21564) Widmanstätten  es un asteroide perteneciente al cinturón de asteroides, descubierto el 26 de agosto de 1998 por Eric Walter Elst desde el Observatorio de La Silla, en Chile.

## Designación y nombre
Widmanstätten se designó inicialmente como 1998 QQ101.
Más adelante fue nombrado en honor al científico austríaco Alois von Beckh Widmanstätten (1754-1849).

## Características orbitales
Widmanstätten orbita a una distancia media del Sol de 3,0967 ua, pudiendo acercarse hasta 2,5268 ua y alejarse hasta 3,6666 ua. Tiene una excentricidad de 0,1840 y una inclinación orbital de 16,8329° grados. Emplea en completar una órbita alrededor del Sol 1990 días.

## Características físicas
Su magnitud absoluta es 12,6. Tiene 18,289 km de diámetro. Su albedo se estima en 0,058.